# دانیل سوترس
دانیل سوترس (انگلیسی: Daniel Sotres؛ زادهٔ ۲۱ مهٔ ۱۹۹۳) بازیکن فوتبال اهل اسپانیا است.
از باشگاه‌هایی که در آن بازی کرده‌است می‌توان به باشگاه فوتبال راسینگ سانتاندر و باشگاه فوتبال رکریتیوو اوئلوا اشاره کرد.
وی همچنین در تیم‌های ملی فوتبال زیر ۱۹ سال اسپانیا، زیر ۲۰ سال اسپانیا، و زیر ۲۱ سال اسپانیا بازی کرده‌است.